# 飛行模擬器

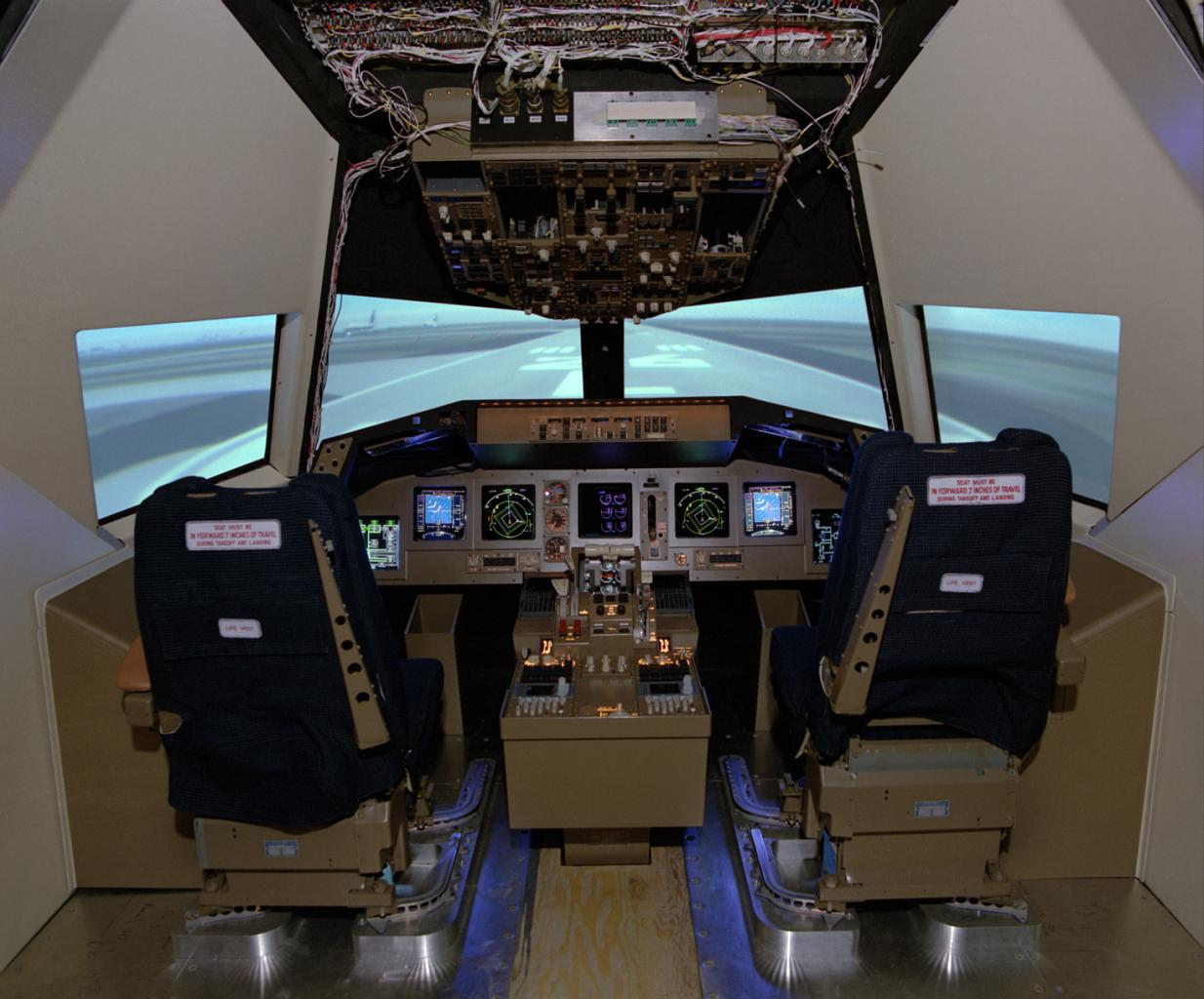
典型的飛行模擬器駕駛艙內部

飛行模擬器或飛行模擬機〈香港稱為模擬駕駛艙〉是一種儘可能真實地再现或模擬航空器駕駛感觉的系統。飛行模擬器包含了從電子遊戲，到由液壓或電動機驅動，並由最先進的電腦技術所控制的同比例模擬駕駛艙。
飛行模擬器已廣泛地運用於由航空工業設計和研發，以及為民用和軍用飛機做飛行員與機組成員培訓。
工程飛行模擬器也於用航空器製造商用於以下任務：
- 研製和試驗飛行器的硬體。使用模擬與激励技術，後者是對真正的硬體輸入人工生成或真實的信號（激励）以使其動作。
- 研製和試驗飛行器的軟體。就開發關鍵性的飛行軟體而言，在模擬器中或使用模擬技術比起在實際飛行中的飛機做測試要來得安全。
- 研製和試驗飛行器的系統。在飛機與其系統的開發階段，會用有時被稱為「鐵鳥」的同比例工程設備來針對電氣，液壓和飛行控制系統做模擬。

## 歷史

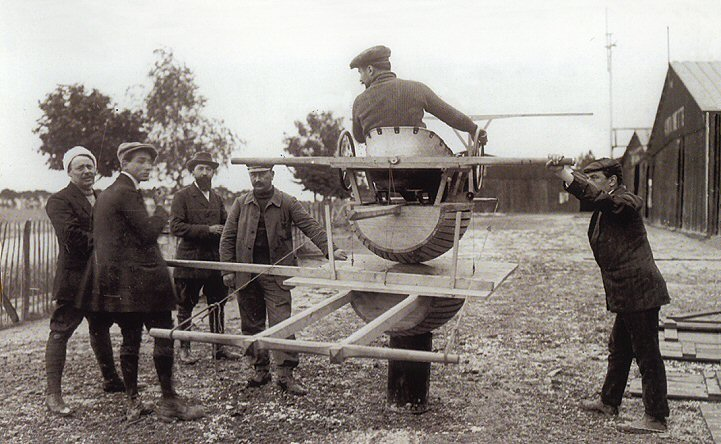
使用木桶、鐵環與木頭支架做成的飛行模擬器

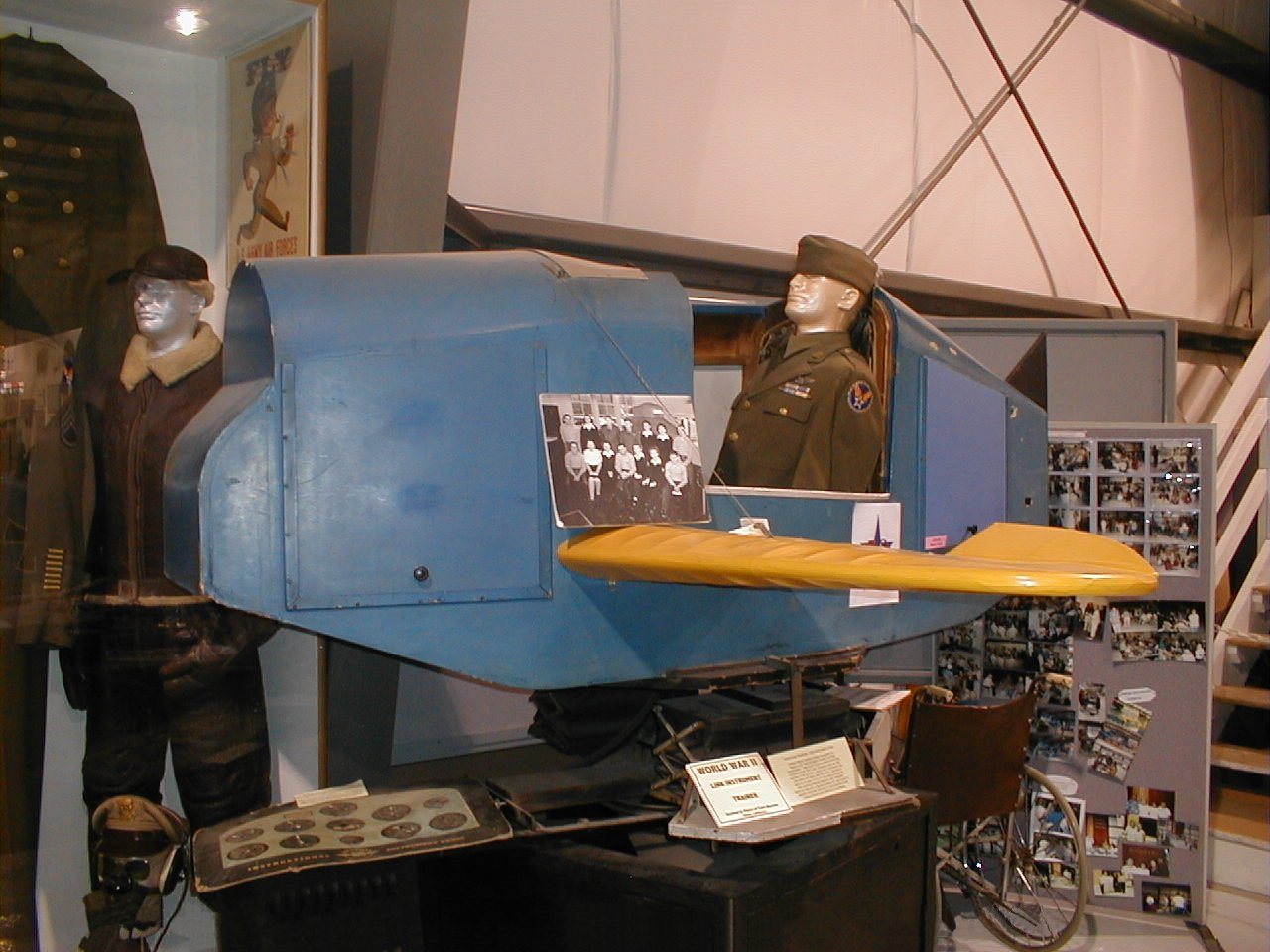
林克訓練機

對無經驗者來說，動力飛行是相當危險的嘗試，因此自很久以前就不斷地有各種方法讓新飛行員在非真實飛行的情況下學習控制飛機。例如，「桑德斯老師」是一架裝在萬向接頭的完整飛機，可以迎風並自由地旋轉及傾斜。在大約1910年時的某種飛行模擬器是將一個木桶剖開，裝在一個鐵環上。
在第一次世界大戰期間及以後，有人開始嘗試使用機電設備來製作模擬器。最有名的莫過於1929年美國艾德溫·林克所發明的林克訓練機。這部機器具備了一個氣動平臺，可以提供俯仰、滾轉與偏航等飛行動作，然後上面架有一座普通駕駛艙的複製品。它的設計是提供比飛機的危險性較低且成本較便宜的儀表飛行教學環境。本來此設備一直不受專業飛行界的關注，但是經過一連串的儀表飛行意外後，美國陸軍航空隊於1934年買了四套林克訓練機，於是飛行模擬產業從此誕生。在1939年至1945年的戰爭時期中，大約有一萬套林克訓練機被用來培訓同盟國的新飛行員。在1960年代及1970年代初期，仍有些國家的空軍在使用這套設備。
1941年出現的天文導航教練機是一個有13.7公尺高的龐大設備，足以容納一整組的轟炸機成員學習如何執行夜間飛行任務。在1940年代，開始使用類比電腦來計算飛行公式，於是產生了第一套電子模擬器。
在1948年，柯蒂斯-萊特公司交了一套為波音377所設計的模擬器給泛美航空， 這是第一套由民間航空公司所擁有的模擬器。雖然沒有動作擬真或者是顯示畫面，但是整個駕駛艙的設備與儀器是可用的，而且用過的機組成員覺得它十分有效。到了1950年代末，完整的動作擬真系統才開始成形。

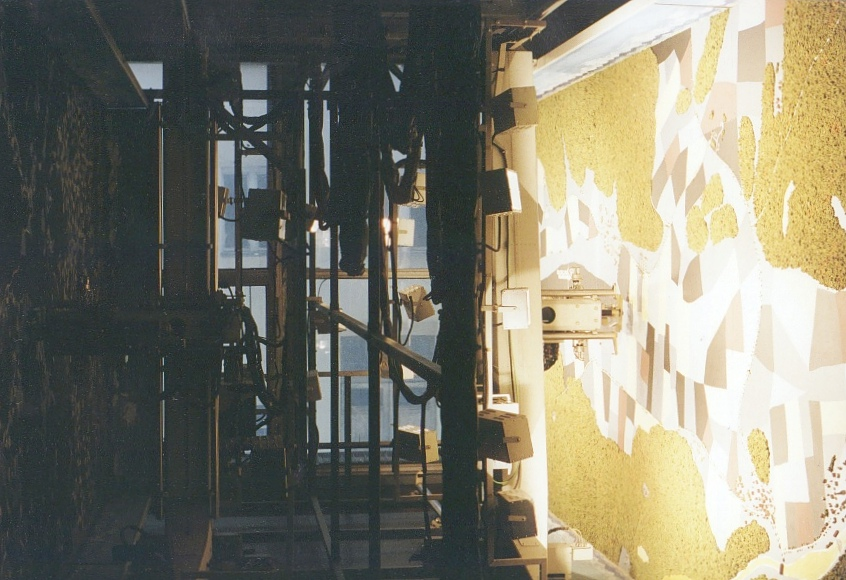
以照相機為輔助視覺系統的模擬器

早期的視覺系統是採用了實際地形的小比例模型，然後照相機根據飛行員控制的動作來「飛」過地形模型，並將照片展示在螢幕上給飛行員看。理所當然地，這種方式能模擬的地區是有限的，通常只是機場附近的區域。若是在軍事用途，通常就是一些典型的地形以及目標區域的地形。利用數位電腦來模擬飛行則到1960年代。
在1954年，美國通用精密公司（後來被勝家公司所收購），研發了一套動作模擬器，其配備了用金屬架框住的駕駛艙。它可以做3度的俯仰、滾轉與偏航，但是於1964年改善的小巧版本已經可以做到10度。1969年開發出的民航模擬器的液壓驅動器已經可以控制各個軸線的運動，也就是說具備了6個自由度（俯仰、滾轉與偏轉）。從1977年開始，民航模擬器開始採用現代的「駕駛室」配置，並且電腦是放置在駕駛艙裡面（而非模擬器外的機架上），然後當設備不動作時可以透過一個可收起的走道進入模擬器。
大約在這個時候，在視覺方面的技術也得到了很大的進展。1972年勝家發展了一套直透鏡儀器，其配有曲面鏡與分光鏡，可將駕駛艙窗外的景色投射在一定距離的焦點上。這些直透鏡顯示器大大地改善了飛行模擬的真實性。但是，每個顯示器只提供28度的視角，所以同時需要很多臺才能展示出真實的視野。1976年開始採用廣角直透鏡（Wide Angle Collimated, WAC）顯示器。最後，在1982年，英國麗的呼聲公司發表了廣角無限顯示設備（Wide-angle Infinity Display Equipment, WIDE），它採用了在橫向大幅度擴大的曲面鏡，可以讓一群飛行員透過一個一體的顯示螢幕看到模擬影像。廣角直透鏡顯示器目前普遍用在需要兩名飛行員併坐的高階飛行模擬器。

## 飛行模擬機和飛航訓練器
用於訓練飛行員的飛行模擬機和飛行訓練設備有許多種類，從可模擬各種飛機通用系統的部分功能訓練器（Part-Task Trainer, PTT），練習操作與儀表檢查的駕駛艙程序訓練器（Cockpit Procedures Trainer, CPT），到最複雜的全功能飛行模擬機（Full Flight Simulator, FFS）。較高等級的全功能飛行模擬機可以做出有6個自由度的全方位移動，同時也有廣角高傳真的視覺系統來模擬窗外的景色。包含了擬真的駕駛艙與視覺系統的模擬器座艙是裝在由6支起重軸支撐的運動平台上，借由電腦的控制可以提供三個軸線的線性運動與旋轉，就如同一個真實的自由物體在空間的運動狀況。三種旋轉分別是俯仰（機头朝上或下）、滾轉（某一面機翼朝上或下）與偏轉（機头朝左或右）；而三種線性運動分別是起伏（上下移動）、橫移（左右移動）以及縱移（向前加速或減速）。
飛行模擬器也用於訓練機組成員的正常和緊急作業程序。所以使用模擬器可訓練飛行員處理各種飛機在有問題或不安全的情況下，諸如發動機故障、液壓或電氣系統失靈、儀表失常等等。

各國的國家民航局，如美國美国联邦航空局與欧洲航空安全局負責檢定與測試各種類型的模擬器。美國商用機飛行員只有在聯邦航空管理局審核通過的模擬器上的訓練時數受到認可，同樣地歐洲飛行員的只有在歐洲航空安全組織審核通過的模擬器上的時數會受到認可。若模擬器要得到認證，必需能夠證明它能夠符合監管機構對該被模擬飛機所設計的飛行模擬設備或全功能飛行模擬機的要求項目。測試項目與標準詳列在核准測試指引（Approval Test Guide, ATG）或是認證測試指引（Qualification Test Guide, QTG）之中。模擬器被分為1到7級的飛航訓練器（Flight Training Device, FTD）或是A到D級的全功能飛行模擬機（Full Flight Simulator, FFS）。最高等級、功能最強的是D等級全功能飛行模擬機。當資深飛行員要從一種機型換到另一種類似的機型時，這種模擬器可用來做所謂的零飛行時數轉換。有了零飛行時數轉換，飛行員即可在訓練官在旁監督的情況下初次駕駛該機型做商業飛行，而不需要累積既定的飛行時數。
系統訓練器是用來訓練飛行員如何操作各種飛機系統。一旦飛行員熟悉了該系統，他們將轉換到駕駛艙程序訓練器。這些都是固定且不會移動的設備，且安裝有精確的駕駛艙儀表、開關和其它控制裝置的複製品，被用於訓練飛行人員做操作與檢查，是較低等級的飛航訓練裝置。較高等級的是迷你模擬設備，有些可能配備有視覺系統。總之，飛航訓練器沒有運動平台，也不具備全功能飛行模擬機的擬真度。
一套全功能飛行模擬機完整複製了飛機的各個方面以及它的環境，包括了6個自由度的運動。在模擬機裡的人員必需像在真實飛機裡一樣繫上座位的安全帶。因為任何模擬器起重軸的運動距離有限，所以用動作系統模擬了一開始加速度時的靠背感，因此可以解決範圍有限的問題。
民航用的全功能飛行模擬機製造商有美國的飛安國際與洛克威爾·柯林斯，加拿大的CAE與MSI，以及法國的泰勒斯。目前全世界在運作中的飛行模擬器大約有1200套，其中美國約有550套，英國有75套，中國有60套，德國與日本各有50套，法國有40套。

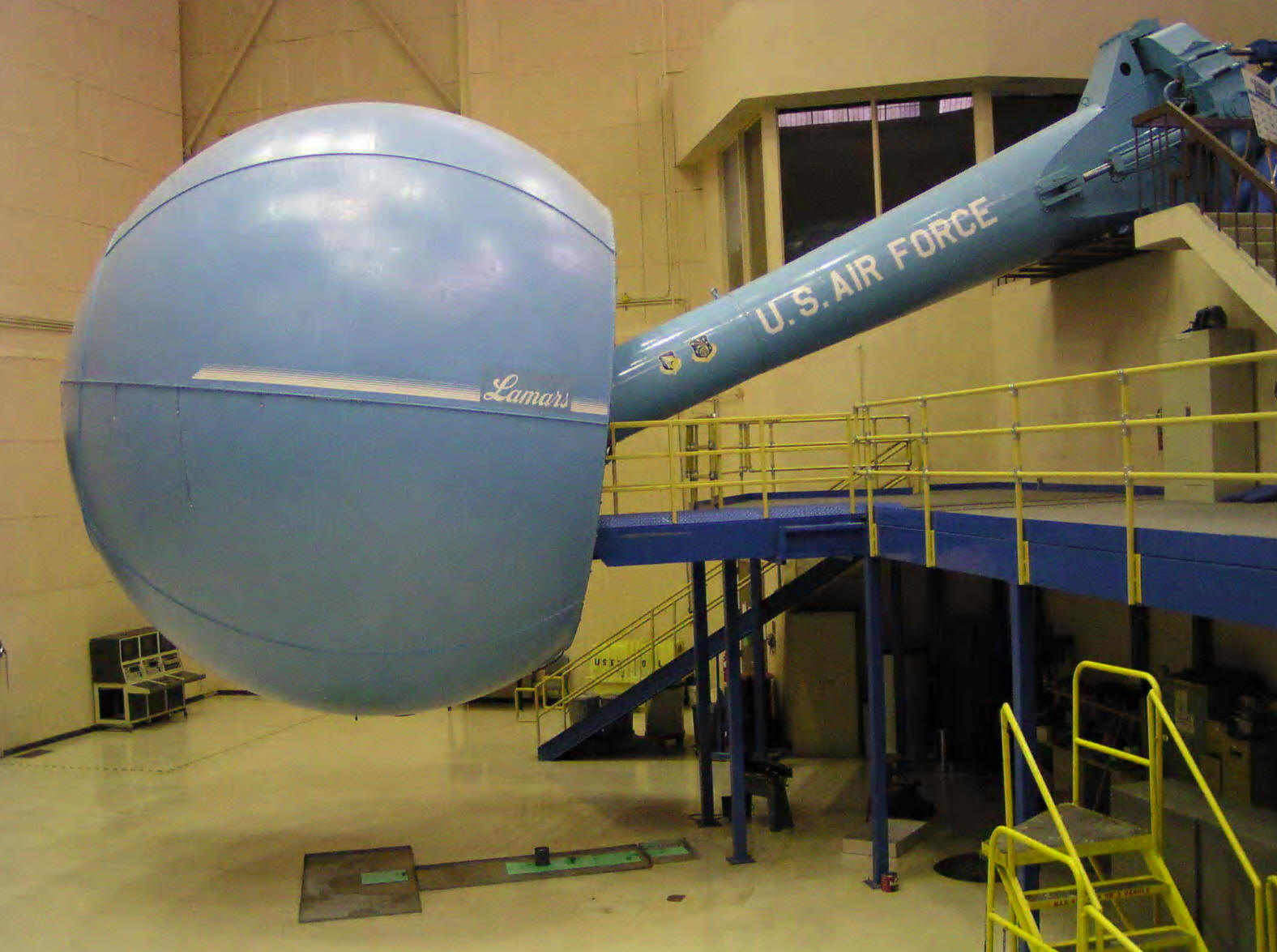
LAMARS

除了一般的飛行訓練用途之外，飛行模擬器還廣泛地使用於研究各種航天課題，特別是在飛航動力學和人機交互系統。這些設備從簡單得像電子遊戲機，到非常特殊且昂貴的機種。例如安裝在美國俄亥俄州賴特-帕特森空軍基地的LAMARS，是由諾思羅普公司為空軍研究實驗室所研製的，其特點是配備了大幅度的5個自由度運動系統以及一個360度的圓頂式視覺系統。

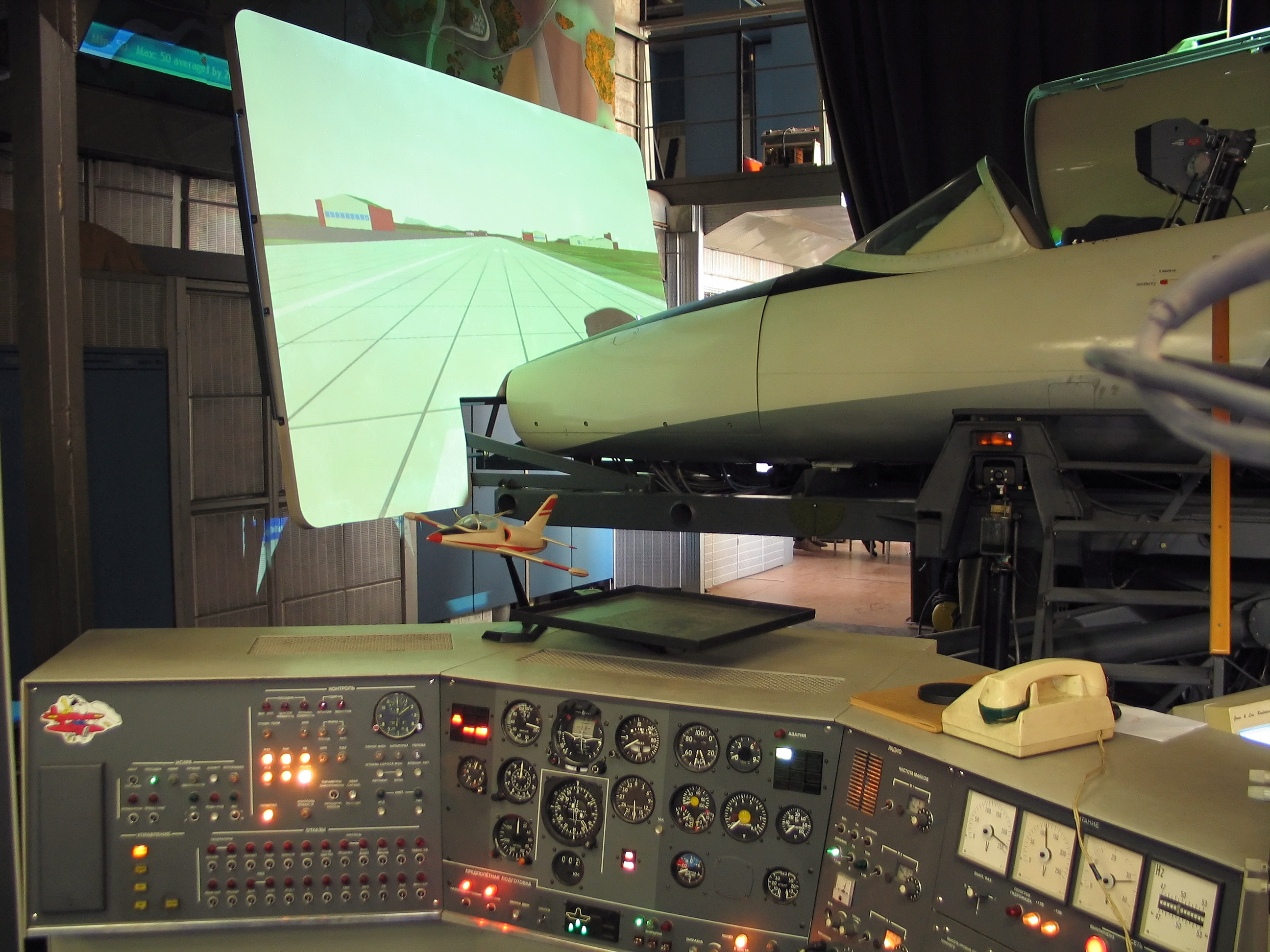
TL39飛行模擬器。照片下方即為訓練官工作站。

大多數的模擬器都有訓練官工作站。在工作站上，訓練官可以很快地產生各種正常與非正常的情況來模擬飛機的內在或外在的環境，例如發動機失火、起落架故障、電路故障、暴風雨、下爆氣流、閃電、迎面而來的飛機、跑道濕滑、導航系統失靈以及無數其它問題，而飛行員必需熟悉這些狀況並且採取行動。許多模擬器可讓訓練官在駕駛艙來控制模擬機，可能是從在飛行員座位後面的控制台，或者是在正駕駛旁的副駕駛的位子。
在過去全功能飛行模擬機都是幾百萬美元的液壓設備，只有大型的訓練中心在使用。但是現在規模較小的訓練中心，包括單引擎飛機，已經可以使用較經濟的電力驅動全功能飛行模擬機。
不論是單一飛行員或是機組人員的訓練，飛行模擬都是一個基本的項目。這不但節省時間與金錢，也可以減少人員的損失。就算是昂貴的D級飛行模擬機的運作成本也比在真實的飛機上訓練還得低很多。

## 新一代飛行模擬器

史都華平臺圖解

高端的商用和軍用飛行模擬器的動作基座實現了最真實的模擬。這些模擬器大部分都是依靠史都華平臺來產生動作。藉由液壓缸，這些系統提供可為各種飛行訓練所需的情景提供真實的動作。但是，史都華平臺有一個小缺點，就是只能做有限度的俯仰、滾轉以及偏轉的動作。使用史都華平臺的動作基座通常最多只能做出正負35度的俯仰或滾轉。一些公司正從事研發更先進的動作平臺以期能提供更大幅度的動作。
奧地利的AMST系統科技與荷蘭的TNO人因工程兩家公司正在合作建造狄蒙娜飛行模擬系統。這套大型的模擬器透過萬向接頭可提供駕駛艙無限制的旋轉，該萬向接頭是由提供垂直運動的框架所支撐，而框架又是裝在一個可調整半徑的大型旋轉平臺上。狄蒙娜（Desdemona）模擬器 （页面存档备份，存于）的設計是以無限制的自由旋轉來提供持續的重力加速度模擬。
美國美国国家航空航天局艾姆斯研究中心設有垂直運動模擬器。這是一個先進的高度擬真運動平台，有驚人的60英尺垂直高度。可換座艙的設計允許快速更換不同的模擬機，從小飛船到航天飞机都可模擬。
模擬動力學公司（Simulation Kinetics, Inc.）正在開發一個可旋轉的球形囊的模擬器。這設計的基本概念始於二次大戰期間，而後有在太空競賽期間所建造與運作的旋轉飛行模擬器，直徑有3公尺（10英呎），重達2903公斤（6400磅），目前為在布魯克斯空軍基地的美國空軍航太醫學博物館所收藏。而動力學模擬公司則正在研發一種名為Xenosphere （页面存档备份，存于）的新球形囊模擬器，直徑小於2.4公尺（8英呎）且使用輕質的複合材料。這一新的模擬器的設計是為了產生具高敏捷度與無限制的旋轉運動。

## 家用的飛行模擬器
簡單的飛行模擬軟體在早期的個人電腦上就存在了。布魯斯·阿爾推克在八位元電腦上所開發出的飛行模擬程式是最為玩家所津津樂道的。
戰鬥機模擬程式也很流行，玩家扮演飛行員與機組人員來進行模擬空戰。因為具備較多種的題材以及市場的需求，戰鬥機模擬軟體的數量遠多於民航模擬軟體。
在2000年代初期，家庭娛樂用的飛行模擬軟體已經十分逼真，以致於在911事件後，一些記者和專家推測，劫機者可能從一些軟體如《微軟模擬飛行》中獲得足夠的知識來操作一架客機。不過微軟雖然駁斥了這種批評，但是也同時延緩了2002版的發行，而且還將世界貿易中心從軟體的紐約風景中刪除，甚至還提供了補丁也將較早版本中的雙塔建築給刪除。
由於家庭娛樂用的飛行模擬軟體的出現，使得許多使用者因此成為「飛機設計師」。所以，他們可能會創造出軍用機或民航機，也會使用現實生活中的航空公司名稱，只是他們無法從中賺錢。而也有許多玩家以自己喜歡的航空公司來創造個人的虛擬航空公司，諸如虛擬達美航空、虛擬墨西哥航空、虛擬UPS貨運航空等。這些在模擬程式裡的修改（一般稱為模組）可以因為新的內容而帶來更多的樂趣。在某些情況下，模擬程式有時比它當初的設計帶來更多的功能，有時還超出遊戲設計者的想像。《捍衛雄鷹4.0》就是一個很好的例子，不但可以加入更多的遊戲地圖，同時還可以經過安裝修改過的模組來駕駛各種不同飛機。
除了在遊戲中單獨飛行之外，另外還有「模擬航管組織」与“国际虚拟航空组织”。這是玩家們在同一時間裡有人駕駛模擬機，而另外有人操作空中交通管制模擬軟體，來進行一場模擬真實的空中交通管制的遊戲。
在各種電視遊樂器上的飛行模擬遊戲雖然比較少見，但是仍然值得關注。其中最主要的是《飛行俱樂部》這套在超級任天堂上的遊戲，以及為任天堂64所寫的續集《飛行俱樂部64》與PlayStation的空戰系列。由於先天設計上的限制使得電視遊樂器不容易妥善模擬出逼真的環境，因此電視遊樂器上的飛行模擬遊戲通常是將畫面與操作簡化而使得看起來比較像是動作型遊戲。雖然比起個人電腦型的飛行模擬遊戲來說，電視遊樂器的版本一般比較不複雜，而且很多人也不認為那是「模擬」遊戲，但是仍然帶給玩家許多樂趣。

## 太空飛行模擬器
由於太空是一個自然延伸的空域，太空飛行模擬器可視為飛行模擬器的衍生種類。這兩種模擬器之間存在著很大的依存關係，因為有些飛行模擬器將太空船視為是一種擴展，而另一方面某些太空飛行模擬器可模擬出相當真實的可於大氣層飛行的發動機。